# Фредерик Соди
Фредерик Соди (на английски: Frederick Soddy) е английски радиохимик, носител на Нобелова награда за химия за 1921 г. „за приноса му в химията на радиоактивните вещества и за изследването на произхода и природата на изотопите“.

## Произход и образование (1877 – 1900)
Роден е на 2 септември 1877 година в Истборн, Англия, седми син в семейството на търговеца Бенджамин Соди и съпругата му Хана Грей. Майка му умира, когато Фредерик е на 2 години, и той е отгледан от доведената си сестра.
През 1895 г. е приет в Мъртън колидж към Оксфордския университет и получава научна стипендия. Там учи химия при Уилям Рамзи и през 1898 се дипломита с отличие. През следващите две години работи като изследовател в университета.
През 1900 г. Соди се жени за Уинифред Билби, от която има три деца.

## Изследователска и преподавателска дейност (1900 – 1937)

### В Монреал и Лондон (1900 – 1903)
От 1900 г. Соди заема длъжността асистент по химия в Университета „Макгил“ в Монреал, Канада, където с Ърнест Ръдърфорд (Ernest Rutherford) изследват радиоактивните елементи и през 1903 създават теорията за радиоактивния разпад. Теорията им е началото за съвременното учение за атома и с нея доказват, че при радиоактивен разпад самопроизволно се осъществява превръщане на един химичен елемент в друг. По-късно същата година в Университетски колеж Лондон с Уилям Рамзи доказват със спектроскопски анализ, че при радиоактивен разпад на радий се отделя хелий. С тези експерименти на практика е потвърдено превръщането на един елемент в друг.

### В Глазгоуския университет (1904 – 1914)
През 1904 г. Соди започва да чете лекции по физикохимия в Университета в Глазгоу. Там провежда редица експерименти и доказва, че радият се образува от постепенното разпадане на урановите атоми. Соди изказва и предположението, че в хода на това превръщане трябва да се образува междинен елемент. Истинността на тази хипотеза се потвърждава през 1906 г. от американския физик Бертран Болтууд, който нарича този елемент йоний.
През годините на изследователската си работа в Глазгоу, Соди изучава свойствата на радиоактивните елементи, които могат да се отделят един от друг с помощта на обикновени химически средства. През 1910 г. той достига до извода, че „елементи с различна атомна маса могат да притежават еднакви химически свойства“. През следващите две години разширява рамките на своите опити, включвайки в тях елементи, които не са радиоактивни.
През 1913 г. Соди изказва концепцията за атомните изотопи на един и същи елемент, които се различават един от друг по физическите си свойства. Всичките изотопи на един елемент заемат в периодичната таблица едно и също място, но имат различна атомна маса.
Докато е в Глазгоу Соди формулира закона за радиоактивното изместване, според който при излъчване на алфа частици един елемент се превръща в изотоп на друг елемент, разположен с две места по-назад в периодичната таблица, а бета излъчването предизвиква изместване с две места по-напред. Правилото за изместването дава възможност да се предсказва последователността на разпадане на много радиоактивни елементи, като се определят образуващите се по този начин елементи на основата на един или друг вид излъчване и се включват в периодичната таблица.

### В Абърдийнски университет (1914 – 1919)
През 1914 г., когато започва Първата световна война, Соди напуска Университета в Глазгоу и заема длъжността на професор по химия в Абърдийнския университет в Шотландия. Докато е там успява да потвърди две предвиждания, произтичащи от закона за радиоактивното изместване. Проследявайки произхода на елемента актиний, Соди доказва, че обикновеното олово е в действителност смес от изотопи.

### В Оксфорд (1919 – 1937)
През 1919 г. Соди става професор по неорганична и физическа химия в Оксфордския университет, където посвещава значителна част от своето време за повишаване на равнището на преподаване и за модернизация на оборудването на университетската лаборатория.
През 1920 г. предсказва, че изотопите могат да се използват за определяне на геологическата възраст на скалите и вкаменелостите, защото е известна скоростта на радиоактивното им разпадане. Неговото предположение довежда в крайна сметка до развитието на съвременната технология за радиоактивното датиране, до появата на метода за датиране с помощта на въглерод 14, разработен през 1940-те години от американския химик Уилърд Либи.
След смъртта на съпругата си през 1936 г. Соди подава оставка като професор в Оксфордския университет и се премества в Брайтън.

## Следващи години (1937 – 1956)
След като се оттегля от активна изследователска и преподавателска дейност в областта на химията, работи върху теории от областта на икономиката, политиката и социалната дейност, като посвещава няколко книги на тези теми. Разочарован от надпреварата във въоръжаването с ядрени оръжия за масово унищожение, призовава колегите си да поемат отговорността от тежките социални последствия в резултат на научните изследвания и разработки на ядрени оръжия.
Умира на 22 септември 1956 година в Брайтън, Англия, на 79-годишна възраст.

## Принос в развитието на радиохимията
- През 1910 година открива елементи с различна маса, притежаващи еднакви химически свойства.
- През 1913 година развива концепцията за изотопите – химически елементи, заемащи едно и също място в периодичната система на химичните елементи, но които имат различна атомна маса и различни физични и химични свойства.
- През 1913 година формулира независимо от американския химик Казимир Фаянс правилото за преместване на радиоактивния разпад.
- През 1915 година доказва експериментално получаването на радий при постепенния разпад на уран.
- През 1918 година с Джон Кранстън, независимо от Ото Хан и Лиза Майтнер, откриват химическия елемент протактиний.
- През 1920 година развива хипотезата, че изотопите могат да се използват за определяне геоложката възраст на скалите, доказана 20 години по-късно от Уилърд Либи с метода за радиоактивно датиране посредством въглерод-14.

## Признание
Фредерик Соди е член на Лондонското Кралско дружество, на Британското химическо дружество и член на академиите на науките на Италия, СССР (1924) и Швеция.